# 마르지예 메쉬키니
마르지예 메쉬키니(페르시아어: مرضیه مشکینی, 영어: Marzieh Meshkini, 1969년 ~ )는 이란의 촬영 감독, 영화 감독, 작가이다. 영화 감독 모흐센 마흐말바프의 아내이다. 2000년 영화 《내가 여자가 된 날》을 통해 감독 데뷔했다.
모흐센 마흐말바프의 전처인 파티마 메쉬키니와 자매지간이며, 파티마는 1982년 화재로 사망했다.